# Batalla de Cañada de Los Naranjos
La batalla de Cañada de Los Naranjos fue una acción militar de la Guerra de Independencia de México, sucedida el 7 de noviembre de 1816, en el paso de la Cañada de Los Naranjos, cerca de la localidad de Acatlán de Osorio, Puebla. Los insurgentes comandados por el general Vicente Guerrero fueron derrotados y desalojados de las alturas por las fuerzas realistas de los comandantes Saturnino Samaniego y Antonio Flon cuando estos se dirigían por la ruta de Huajuapan a Izúcar. 